# AutoRun

在 Windows 7 上「自動播放」的畫面

AutoRun和AutoPlay是微軟視窗系統的元件，其內容標示着系統在搜尋到裝置時可採取的行動。
AutoRun在Windows 95時首度露面，目的是幫助使用者正確執行光碟上製作者想要執行的檔案，另外AutoRun也能透過雙擊我的電腦內的裝置圖示啟動AutoRun。但後來隨身碟病毒橫行，微軟釋出更新關閉非光碟機的AutoRun。
在Windows XP之後，微軟讓使用者方便選擇相關應用程式，製作出如圖形化介面方式讓使用者選擇如何處理裝置中的檔案。
請注意AutoPlay不等同於AutoRun。

## AutoRun.inf的範例
```
[autorun]
 

open
=
setup.exe
 

icon
=
setup.exe,0

label
=
My install CD

```

意思就是在我的電腦雙擊光盤盤符時會執行setup.exe，而顯示圖示為setup.exe中第0个图标（即第1个图标），標籤是My install CD。

## Windows的裝置頪型
微軟視窗系統中所定義的裝置類型：
| 裝置類型        | 描述                         |
| --------------- | ---------------------------- |
| DRIVE_UNKNOWN   | 無法辨識的裝置               |
| DRIVE_REMOVABLE | 可卸除式裝置 (磁片、USB裝置) |
| DRIVE_FIXED     | 無法移除的裝置 (硬碟)        |
| DRIVE_REMOTE    | 網路裝置 (網路上的芳鄰)      |
| DRIVE_CDROM     | 光碟裝置                     |
| DRIVE_RAMDISK   | RAMDisk                      |

## AutoRun.inf的預設啟用
- 插入裝置時啟動。
- 雙擊我的電腦裝置時啟動。
- 對我的電腦裝置點選右鍵選單中 "AutoRun" 項目時啟動。
- 其他(如點擊根目錄資料夾)則不會啟動。

### Windows XP 以前
- 所有裝置都會依照 Autorun.inf 啟動。

### Windows XP SP0 到 SP2
- DRIVE_CDROM 會先執行 autorun.inf ，若不存在則執行 AutoPlay。
- DRIVE_REMOVABLE 執行 AutoPlay。另外由于一些问题，在我的電腦雙擊裝置或右鍵裝置則會啟動 autorun.inf[2]。
- 其他裝置都會依照 Autorun.inf 啟動。

### Windows XP SP2 到 SP3
- DRIVE_CDROM 會先執行 autorun.inf ，若不存在則執行 AutoPlay。
- DRIVE_REMOVABLE 和 DRIVE_FIXED 執行 AutoPlay，但 AutoPlay 預設選項(即AutoPlay第一個選項)是由 autorun.inf 所定義。另外由于一些问题，在我的電腦雙擊裝置或右鍵裝置則會啟動 autorun.inf[2]。
- 其他裝置都會依照 Autorun.inf 啟動。

### Windows Vista
- 在所有类型的驱动器中，AutoRun.inf不再自动默默地运行。所有的卷都是通过AutoPlay来处理：默认情况下，会弹出相应的对话框给用户。

### Windows 7
- DRIVE_CDROM 會先執行 autorun.inf ，若不存在則執行 AutoPlay。
- 其他僅執行 AutoPlay ，而且 AutoRun.inf 並不會影響 AutoPlay 預設選項。
- 即使修改 NoDriveTypeAutoRun 值也無效。

在2011年2月8日发布的安全公告KB967940中,微软对Windows自动运行功能进行了最新升级，限定Windows XP、Windows Server 2003、Vista和Windows Server 2008平台上的自动运行功能仅支持CD和DVD媒体。当用户使用包含autorun.inf文件的USB设备、网络共享或其它非CD/DVD媒体时，系统不会执行自动运行。安装此次更新后，当插入USB设备时，用户不会收到程序安装的提示对话框，用户需要手动打开文件夹找到安装文件，然后双击安装软件。不过，在连接至计算机时，有些USB的固件会让系统将其识别为CD，那么本次针对AutoRun的升级就对它们无效了。
win7中自动运行/自动播放功能唯一得以保留的地方是在光盘载体上。

## AutoRun.inf的問題
著名的 kavo 隨身碟病毒就是使用 autorun.inf 散播病毒，一旦電腦中了病毒之後就會對所有磁碟持續寫入 autorun.inf ，讓使用者在別台電腦使用裝置時也會中相關的病毒。
隨著病毒的更新，其手法也日新月異，如圖示使用跟資料夾一樣的圖示讓使用者難以分辨真假，進而造成安全性的威脅。

## 防止病毒利用 AutoRun
有鑑於網路上充斥著莫名其妙的解決方法，微軟在2009年8月25日釋出KB971029（页面存档备份，存于），關閉autorun.inf的影響，使相關功能變得跟Windows 7一樣，在2011年2月微軟正式放入在Microsoft Update中。
Windows 7以上的使用者即使在裝置中有病毒也不用擔心相關問題，除非手動執行它。

## AutoPlay的關閉
若不滿意 AutoPlay 的功能可以使用下列方式關閉，但不會影響 AutoRun 功能，若要關閉 AutoRun 請遵循上方的指示。
若是 Windows XP 以前的用戶請先修復 KB967715（页面存档备份，存于），Windows Vista 用戶請修復 KB950582（页面存档备份，存于），接下來請安裝Microsoft Fix it 50471即可關閉。若要取消關閉，請安裝Microsoft Fix it 50475。

## 相關機碼值
- NoDriveTypeAutoRun

這是控制 AutoRun 的啟用與否，其位置在於 HKLM\Software\Microsoft\Windows\CurrentVersion\policies\Explorer\ ，可依表對想開啟或關閉的裝置控制。注意 HKLM 的優先權比 HKCU 來的大。這個動作也會影響 AutoPlay。
- NoDriveAutoRun

這是控制 AutoRun 針對不同磁碟代號的啟用與否，其位置在於 HKLM\Software\Microsoft\Windows\CurrentVersion\policies\Explorer\ ，可依表對想開啟或關閉的裝置控制。注意 HKLM 的優先權比 HKCU 來的大。

## 在其它操作系统上的作用
在GNOME的Nautilus中，autorun.inf中的icon项可以被识别。只要其指向一个正确的ico文件（Windows图标文件），Nautilus就可以将已挂载文件系统的图标替换成此图标。

## 引用資料
1. ↑  GetDriveType Function （页面存档备份，存于）, 微軟MSDN資料庫
2. 1 2  .   [2011-09-06]. （原始内容存档于2015-03-03）.
3. ↑  .   [2011-09-06]. （原始内容存档于2011-12-18）.
4. ↑  如何在 Windows 中更正「停用自動執行登錄機碼」增強功能 （页面存档备份，存于），如何在 Windows 7 和其他作業系統中停用或啟用所有自動執行功能